# 라행 변격활용
라행 변격활용이란 일본어의 문어문법에 걸친 동사의 활용의 하나이다. 활용어미가 오십음도의 라(ラ)행의 소리를 기초로 해서, 불규칙적인 변화를 한다. 줄여서 「라(ラ)변」이라고도 부른다. 이 활용을 하는 것은「有り(있다)」「居り(있다)」「侍り(있사옵나이다)」「いまそかり」의 4개 뿐이다.
다만, 「あり」는 현재의 의미를 나타내면서 다른 말과 결합되어 지정·조정이라고 하는 주어와 술어를=로 묶는 코퓨라의 역할을 담당하고 있다. 그 때문에 형용사의 カリ활용・형용동사・「けり・たり・なり・り・めり」라는 조동사도 실질, ラ변과 같다.

## 라행 변격활용의 예
有り
- 미연형-ら
- 연용형-り
- 종지형-り
- 연체형-る
- 기연형-れ
- 명령형-れ

라행 4단활용과 비교하면, 종지형이 イ단인 점이 차이가 난다.

## 라행 변격활용 동사의 활용
| 기본형 | 활용형 | 활용형 | 활용형 | 활용형 | 활용형 | 활용형 | 활용형 |
| 기본형 | 어간   | 미연형 | 연용형 | 종지형 | 연체형 | 기연형 | 명령형 |
| ------ | ------ | ------ | ------ | ------ | ------ | ------ | ------ |
| 有り   | 有     | ら     | り     | り     | る     | れ     | れ     |
| 居り   | 居     | ら     | り     | り     | る     | れ     | れ     |

## 구어의 라변특별 활용동사
御座る(계신다)는「ござ」에 동사「あり」가 붙은 단어기 때문에、문어로는 라행 변격 활용 동사로, 후 라행 4단(5단)이 되지만, 명령형은「ござい」라는 연용형은「ます」에 계속될때에는「ございます로 된다. 為さる・下さる・いらっしゃる・おっしゃる는 문어의 라행 변격활용과 관계없어도、구어의 명령형과、「ます」에 계속될 때의 연용형은「～い」된다. 이 5개의 단어는 구어의 ラ변특별 활용동사라고도 하는 일이 있다.